# Yu Lamei
Yu Lamei (Wafangdian, 15 de enero de 1983) es una deportista china que compitió en piragüismo en la modalidad de aguas tranquilas. Ganó dos medallas en el Campeonato Mundial de Piragüismo en los años 2006 y 2007.
Participó en dos Juegos Olímpicos de Verano en los años 2008 y 2012, su mejor actuación fue un noveno puesto logrado en Pekín 2008 en la prueba de K4 500 m.

## Palmarés internacional
| Campeonato Mundial | Campeonato Mundial   | Campeonato Mundial | Campeonato Mundial |
| Año                | Lugar                | Medalla            | Evento             |
| ------------------ | -------------------- | ------------------ | ------------------ |
| 2006               | Szeged (Hungría)     | Medalla de bronce  | K4 1000 m          |
| 2007               | Duisburgo (Alemania) | Medalla de plata   | K4 1000 m          |